# Henrico Drost
Henrico Drost (* 21. Januar 1987 in Kampen) ist ein niederländischer Fußballspieler. Der Verteidiger spielte für SC Heerenveen, VBV De Graafschap Doetinchem, VVV-Venlo, Excelsior Rotterdam und NAC Breda.